# Samuel Beckett

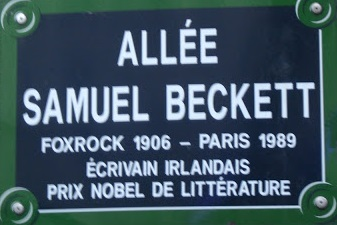
Allée Samuel Beckett i Paris fjortonde arrondissement, Frankrike.

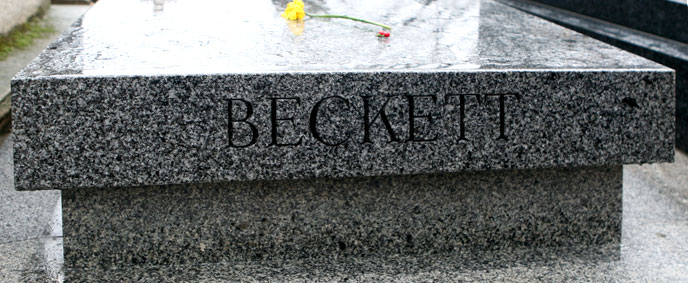
Becketts grav på Montparnassekyrkogården i Paris, Frankrike.

Samuel Barclay Beckett, född 13 april 1906 i Foxrock, Irland, död 22 december 1989 i Paris, Frankrike, var en irländsk författare och dramatiker. Han är känd som en av företrädarna för absurdismen, och inte minst för pjäsen I väntan på Godot (1952). Beckett belönades 1969 med Nobelpriset i litteratur.

## Biografi
Beckett studerade från 1923 vid Trinity College i Dublin, där han tog en kandidatexamen i litteraturhistoria och romanska språk 1927. Därefter undervisade han i engelska vid École Normale Supérieure i Paris från november 1928 till 1930. Han skrev i första delen av sitt författarskap främst lyrik och prosa på engelska. Debutboken, den 98 rader långa, ordvitsande och lärda dikten ”Whoroscope” (”Horeskop”, 1930), lagd i munnen på 1600-talsfilosofen René Descartes, utgavs som det vinnande bidraget i en utlyst dikttävling med temat ”tiden”, på Nancy Cunards förlag The Hours Press i Paris. Efter en uppgörelse med sin mor 1937 flyttade Beckett permanent till Paris. 1938 debuterade han som romanförfattare med Murphy innan krigsutbrottet och den tyska ockupationen tycks ha avbrutit hans litterära verksamhet. Under andra världskriget deltog han aktivt i den franska motståndsrörelsen och tvingades att fly till Roussillon i södra Frankrike för att undgå nazisterna, där han fullbordade den märkliga experimentella romanen Watt (1945; publicerad 1953). Han fortsatte också sitt motståndsarbete och belönades efter kriget av den franska staten med medaljerna Croix de Guerre (Krigskorset) och Medaille de la Résistance (Motståndsrörelsens medalj). 
Beckett övergick till att skriva helt på franska efter kriget, då pjäser som En attendant Godot (I väntan på Godot, 1952) tillkom, tillsammans med Fin de partie (Slutspel, 1957) och Happy Days (Lyckliga dagar, 1962). De är lysande exempel på vad den engelske kritikern Martin Esslin kallade ”det absurdas teater” och som i Sverige kommit att få beteckningen absurdism. Beckett anses vara en av de främsta företrädarna tillsammans med Eugène Ionesco, Harold Pinter och Fernando Arrabal. Han författade även romaner i absurdistisk stil, däribland trilogin Molloy, Malone meurt (Malone dör; båda 1951) och L’innommable (Den onämnbare, 1953). Under senare år skrev Beckett omväxlande på engelska och franska och översatte genast sina arbeten till sitt andra språk.

### Nobelpriset i litteratur 1969
Beckett belönades 1969 med Nobelpriset i litteratur. Motiveringen löd: ”För en diktning som i nya former för roman och drama ur nutidsmänniskans blottställdhet hämtar sin konstnärliga resning.” Valet var dock kontroversiellt inom Svenska Akademien. I ett utlåtande från 1963 var Anders Österling starkt kritisk till hans kandidatur och påstod att han ”skulle nära nog betrakta ett Nobelpris åt honom som en absurditet i hans egen stilart”. Vid ett samtal ett par år innan Beckett fick priset kallade han det ”that annual joke” (”det där årliga skämtet”). 
Beckett reste aldrig till Stockholm för att ta emot priset, utan skickade sin vän och förläggare Jérôme Lindon.